# Sigrid Damm-Rüger
Sigrid Damm-Rüger (* 19. März 1939 als Sigrid Rüger; † 21. Dezember 1995 in Berlin) war eine deutsche Aktivistin und Feministin sowie Autorin im Bereich Berufsbildungsforschung.
Ihr von der Spiegel- und Stern-Berichterstattung aufgegriffener Tomatenwurf auf der 23. Delegiertenkonferenz des Sozialistischen Deutscher Studentenbundes (SDS) im September 1968 ging als Initialzündung der zweiten Welle der Frauenbewegung in Deutschland in die Geschichtsschreibung ein.
Sie war Mitglied des SDS und als Teil der West-Berliner Studentenbewegung seit Mitte der 1960er Jahre an herausgehobener Stelle hochschulpolitisch aktiv. Ihr Tomatenwurf in Richtung der führenden SDS-Männer stand in Zusammenhang mit Aktivitäten der 1968 gegründeten SDS-nahen feministischen Frauengruppe „Aktionsrat zur Befreiung der Frauen“, dessen von Helke Sander auf der Konferenz formulierte Forderungen damit schlagartig bekannt wurden.
Beruflich war Damm-Rüger später langjährig am Bundesinstitut für Berufsbildung tätig.

## Leben

### Bildungsweg und Politisierung
Im Jahr 1961 bereitete sich Sigrid Rüger auf dem 2. Bildungsweg auf ihr Abitur am Hessenkolleg Frankfurt vor. Bereits 1962 berichtete sie von einer Semesterarbeit am Kolleg mit dem Thema der beruflichen Stellung und Chancen von Frauen im kaufmännischen Betrieb, widmete sich dort Briefen zufolge aber auch intensiv einer Theateraufführung des Brecht-Stücks Die Gewehre der Frau Carrar.
Nach ihrem Abitur begann sie in Berlin zunächst ein Studium der Theaterwissenschaften, wendete sich jedoch bald der Politik und Soziologie zu. Sie wurde Mitglied im SDS und gehörte dort dem hochschulpolitischen Arbeitskreis an. Ihr Betätigungsfeld wurde die Hochschulpolitik an der Freien Universität Berlin und sie engagierte sich dort seit 1964 als gewählte studentische Sprecherin der Philosophischen Fakultät, ab 1965 zudem als Sprecherin im Akademischen Senat.

### Studentenproteste Mitte der 1960er Jahre
Sie wurde in diesen Funktionen bald in die Auseinandersetzung um das politische Mandat der Studentenschaft und die Demokratisierung der Freien Universität verwickelt.
In der „heißen Phase“ der Studentenproteste an der Freien Universität vertrat sie in diesen Schlüsselpositionen selbstbewusst die Forderungen der Studierenden gegenüber den Professoren in diesen Gremien und wurde damit innerhalb der Universität zu einer der wichtigsten hochschulpolitischen Aktivistinnen dieser Zeit. So entsandten beim ersten großen Sit-in am 22. Juni 1966 die zu Tausenden versammelten Studierenden Rüger mehrfach mit ihren Forderungen in den Akademischen Senat. Durch ihre Berichterstattung an die Protestierenden über die Verhandlungen in dem Gremium setzte sie sich über das bis dahin übliche Vertraulichkeitsprinzip hinweg.
Als Zeitzeuge erinnerte sich Tilman Fichter Mitte der 1990er Jahre, Rüger sei zu Beginn der Studentenbewegung im Jahr 1965 als Sprecherin der Philosophischen Fakultät „eine der bekanntesten Aktivistinnen des SDS“ an der Freien Universität gewesen. „Fast bekannter als Rudi Dutschke“. Volkmar Braunbehrens, den Rüger 1966 für ihre Nachfolge als Sprecher der Philosophischen Fakultät ausgesucht hatte, sagte, Rüger sei Mitte der 60er Jahre in Berlin „absolute Autoritätsperson“ gewesen.
Aufgrund der hohen Belastung durch das Doppelamt in dieser Zeit ließ sie sich später beurlauben und gab die Ämter als gewählte Studentenvertreterin ab, griff jedoch auch weiterhin aktiv in politische Debatten an der Freien Universität ein.

### Tomatenwurf und neue Frauenbewegung
Anfang 1968 bildete sich die SDS-nahe Frauengruppe Aktionsrat zur Befreiung der Frauen, deren Aktivistinnen im SDS-Zusammenhang sowohl eine feministische Debatte über die Ausbeutungsverhältnisse von Frauen forderten, als auch für sich selbst nach praktischen Lösungen zur Kinderbetreuung suchten, um ihr Hochschulstudium fortführen zu können.
Rüger selbst war nicht im Aktionsrat aktiv, durch ihre Führungsrolle im SDS war ihr das Fehlen feministischer Gesichtspunkte in den Debatten innerhalb des SDS jedoch aus eigener Anschauung bewusst. Zudem war sie im September 1968 mit ihrer ersten Tochter hochschwanger.
Im Zuge der Aktivitäten des Aktionsrats trat eine kleine Gruppe von Frauen des Aktionrats auf der 23. Delegiertenkonferenz des SDS am 13. September 1968 in Frankfurt am Main auf. Dort kam es zu Rügers berühmten Tomatenwurf, mit dem sie ihrem Unmut über die mangelnde Berücksichtigung der Frauenfrage in den Diskussionen und Aktivitäten des SDS zur Veränderung der westdeutschen Gesellschaft Luft machte.
Rüger hatte mit einem Ausruf einige Tomaten in Richtung der Bank der führenden SDS-Männer geworfen, von denen eine die bekannte SDS-Führungsfigur Hans-Jürgen Krahl traf. Geworfenes Gemüse oder Eier waren eine beliebte Protestform der Studentenbewegung, die zur öffentlichen Kennzeichnung von als besonders reaktionär geltenden politischen Wortführern eingesetzt und nun aus Reihen der SDS-Frauen gegen den eigenen männlichen Führungszirkel gewendet wurde.
Konkret verhinderte der Tomatenwurf, dass die die Konferenz leitenden Männer nach der Rede von Helke Sander einfach ohne Diskussion zur Tagesordnung übergehen konnten. Schon im Vorfeld konnte Sanders Platz als Delegierte für den Aktionsrat nach Erinnerung Damm-Rügers nur gegen erheblichen Widerstand der Berliner SDS-Männer durchgesetzt werden. Sander hatte in ihrer Rede die Probleme der Frauen im SDS und in der Gesellschaft insgesamt angesprochen und die Strategie des Aktionsrats zur Befreiung der Frauen vorgestellt, um ein Bündnis zu erreichen. Ein solches kam auch in der Folgezeit nicht zustande, was letztlich in der sich auflösenden Studentenbewegung dazu führte, dass ein Teil der Frauen für ihre Sache zunehmend autonom und unabhängig von einer auch von Männern mitgetragenen Gesamtbewegung kämpfte.
Spiegel und Stern berichteten über Sander und Rüger, wobei der Stern dem Protest der SDS-Frauen eigens einen umfangreicheren Artikel widmete. Rügers Beweggründe für den Tomatenwurf zitierte Manfred Bissinger in dem Stern-Artikel so: „Ich habe die Tomaten geworfen, um den Mädchen Mut zu emoti[o]naler und aggressiver Artikulierung ihrer Probleme zu machen.“
Der Tomatenwurf entfaltete für die neue Frauenbewegung in Westdeutschland eine Signalwirkung wie sonst nur die spätere Aktion „Wir haben abgetrieben!“, die die Frauenbewegung 1971 endgültig vom studentischen Umfeld in breitere Schichten der Gesellschaft trug.
In der Folge des Tomatenwurfs, der die Kritik und Forderungen der SDS-Frauen des Aktionsrats schlagartig innerhalb der Studentenbewegung bekannt machte, gründeten sich in verschiedenen Universitätsstädten sogenannte „Weiberräte“, die die Öffentlichkeit durch teilweise spektakuläre Aktionen auf bestehende Missstände in der Situation von Frauen aufmerksam machten.

### Weiteres Leben

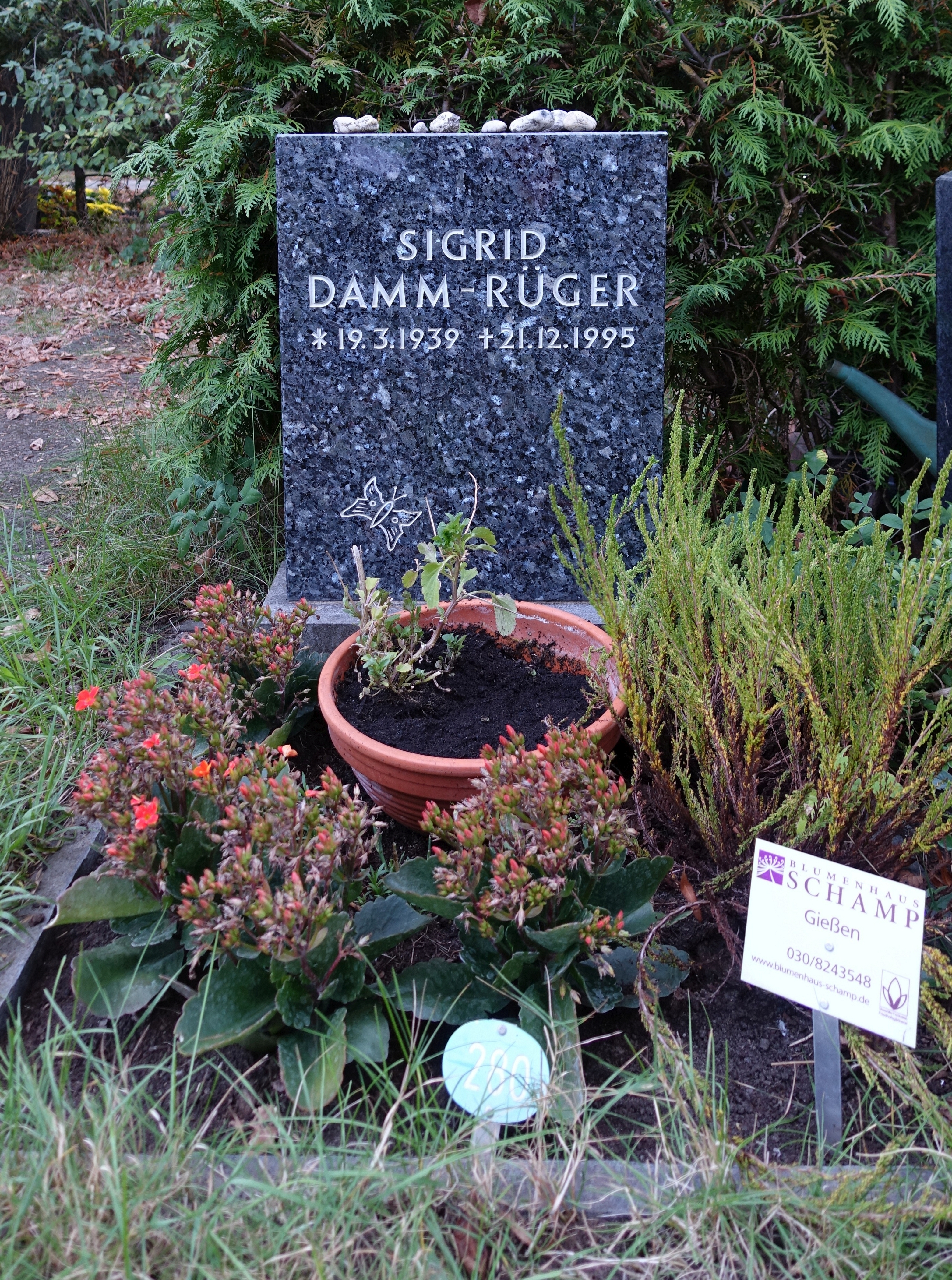
Grab von Sigrid Damm-Rüger auf dem Friedhof Wilmersdorf

Während ihr Tomatenwurf zum nachhaltigen Symbol der sich formierenden autonomen Frauenbewegung wurde und diese sich in der westdeutschen Gesellschaft im folgenden Jahrzehnt weiter entfaltete, trat Sigrid Rüger politisch wieder in den Hintergrund. Beruflich arbeitete sie am Bundesinstitut für Berufsbildung in Berlin, zuletzt zum Thema der sozialen Qualifikationen bzw. sozialen Kompetenzen und veröffentlichte als Autorin und Herausgeberin eine Reihe von Schriften im Bereich der Berufsbildungsforschung, die sich insbesondere mit der beruflichen Bildung und Entwicklung von Frauen auseinandersetzten. Am Bundesinstitut setzte sie sich auch als Personalrätin ein und arbeitete als ehrenamtliche Gewerkschafterin der ÖTV.
Sigrid Damm-Rüger war verheiratet mit Uwe Damm, den sie im hochschulpolitischen Arbeitskreis des SDS kennengelernt hatte, und hatte zwei Töchter. Mit ihrer ersten Tochter war sie bei ihrem historischen Tomatenwurf gerade hochschwanger, diese kam etwa zwei Wochen nach dem Ereignis zur Welt.
Im Jahr 1995 starb sie in Berlin an einem Krebsleiden. Bei ihrer Beerdigung auf dem Friedhof Wilmersdorf legten einige Frauen, darunter Halina Bendkowski, zur Würdigung ihrer Bedeutung für die Frauenbewegung in Deutschland an ihrem Grab einen Kranz mit Tomaten nieder.

## Eigene Einschätzungen Damm-Rügers im Rückblick
Rückblickende Einschätzung Damm-Rügers zu ihrer Motivation, in den SDS einzutreten, und den Machtverhältnissen im SDS zwischen Männern und Frauen (1995):
„... der SDS hat mich angezogen, weil er Themen diskutiert hat, die sonst nicht an der Uni diskutiert wurden, die aber genau das trafen, wofür ich mich interessierte, also Internationale Politik, Zusammenhänge, Faschismus, autoritäre Persönlichkeitsstrukturen, Demokratie an der Hochschule. Das war zu der gleichen Zeit, zu der ich in den Konvent, also das Studentenparlament, gegangen bin. Ich interessierte mich dafür, was man als Student einbringen konnte, was zu ändern war … Das alles wurde im SDS diskutiert. Das war für mich unheimlich hilfreich. Insofern habe ich die Machtverhältnisse [zwischen Männern und Frauen innerhalb des SDS] zunächst einmal gar nicht wahrgenommen. Ich war thematisch gebannt. Ein anderer Aspekt hat sicherlich dazu beigetragen, daß ich die Machtverhältnisse nicht so stark wahrgenommen habe, nämlich daß meine Freundin Susanne [Schunter-Kleemann] mich in den SDS geholt hat. Sie war nämlich schon drin, … sie war vor mir in Berlin. Sie hat mich zum SDS mitgenommen … Da war ich also schon in eine Frauenfreundschaft, in eine Frauensolidarität eingebunden und habe mich eher danach ausgerichtet. Häufig war es so, daß Frauen mit ihren Männern in den SDS gegangen sind, ich bin hingegen mit einer Frau dort erschienen, die dort bereits Freundinnen hatte, die wiederum meine Freundinnen wurden.“
Einschätzung Damm-Rügers zur Rolle ihres Tomatenwurfs und zur Mystifizierung sozialer Bewegungen in der Öffentlichkeit (1988):
„Ich habe diese Ausführungen übertitelt: ‚Entmystifizierung des Tomatenwurfs!‘ Das hört die Halina [Bendkowski] nicht so gerne, weil sie meint, das wäre ein Glanzpunkt unserer Bewegung gewesen, aber ich glaube daß es schlecht ist, ein Ereignis, Personen oder eine ganze Bewegung zu mystifizieren. Das kann dazu führen, daß viele denken, der große einmalige Wurf bringt es, und man selber braucht nichts dazu zu tun, oder die Masse braucht nichts zu tun, und die anderen sind froh, daß es die Mystifizierung gibt. Wenn man die nämlich dann destruiert, einige führende Persönlichkeiten aus dem SDS oder aus der Studentenbewegung, dann kann man gleichzeitig die gesamten Gedanken, die gesamten Konzepte, die mit diesem Mythos verbunden sind bzw. waren, vom Sockel stürzen und damit die ganze Bewegung destruieren. Also mystifizieren ist nie gut und deshalb habe ich mich auch gegen die Mystifizierung des Tomatenwurfs und der Frauenbewegung in dieser Zeit gewandt. Ich möchte deshalb meine Ausführungen eher übertiteln: ‚Entstehung der neuen Frauenbewegung‘ oder etwas lockerer ‚Die neue Frauenbewegung war überfällig und die Tomaten waren überreif‘.“

## Veröffentlichungen (Auswahl)
Bücher:
Als (Ko-)Autorin:
- Soziale Qualifikation im Beruf. Eine Studie zu typischen Anforderungen in unterschiedlichen Tätigkeitsfeldern. Berichte zur beruflichen Bildung Heft 192. (mit Barbara Stiegler). Bertelsmann, Bielefeld 1996, ISBN 3-7639-0698-3.
- Ausbildung und Berufssituation von Frauen und Männern in Ost und West – Ergebnisse aus der BIBB/IAB-Erhebung 1991/92. (unter Mitarbeit von Dick Moraal, Hrsg. Bundesinstitut für Berufsbildung, Der Generalsekretär), Bertelsmann, Bielefeld 1994, ISBN 3-7639-0505-7.

Als (Mit-)Herausgeberin:
- Frauen – Ausbildung – Beruf: Realität und Perspektiven der Berufsausbildung von Frauen. Dokumentation der Beiträge eines Workshops am 18./19. April 1991 im Bundesinstitut für Berufsbildung. Tagungen und Expertengespräche zur beruflichen Bildung Heft 14. (mit Bundesinstitut für Berufsbildung, Der Generalsekretär), Verlag Bibb, Der Generalsekretär, Berlin/Bonn 1992, ISBN 3-88555-488-7.

Aufsätze:
- Fingerspitzengefühl im Berufsalltag. (mit Barbara Stiegler) In: Berufsbildung in Wissenschaft und Praxis 25 (1996) 2, S. 35–40.
- Beruf, Karriere und Beschäftigung. In: Die Zukunft der dualen Berufsausbildung. Nürnberg (1994) S. 179–213.
- Frauenerwerbstätigkeit und Frauenausbildung in den alten und neuen Bundesländern – bisherige Entwicklung und Perspektiven. In: Berufsbildung in Wissenschaft und Praxis 22. (1993) 2, S. 3–7.
- Frauen – Ausbildung – Beruf. Ergebnisse eines Workshops. In: Informationen für die Beratungs- und Vermittlungsdienste der Bundesanstalt für Arbeit. (1992) 6, S. 319–321.
- Anmerkungen zur jüngsten Entwicklung des Frauenanteils in einigen qualifizierten kaufmännisch-verwaltenden Ausbildungsberufen. In: Berufsbildung in Wissenschaft und Praxis 19. (1990) 9, S. 37–38.
- Frauen in der Bundesrepublik – ihre Vorbildung und ihre Ausbildung. In: Forschung zur Berufsbildung 24. (1990) 5, S. 206–213.